# Randenburg
Randenburg (52° 04′ N, 4° 40′ L) é uma vila dos Países Baixos, na província de Holanda do Sul. Randenburg pertence ao município de Reeuwijk, e está situada a 6 km, a noroeste de Gouda.
A área de Randenburg, que também inclui as partes periféricas da cidade, bem como a zona rural circundante, tem uma população estimada em 180 habitantes.